# Irina-Camelia Begu
Irina-Camelia Begu, née le 26 août 1990 à Bucarest, est une joueuse de tennis roumaine, professionnelle depuis 2005. Elle a remporté cinq titres en simple à ce jour sur le circuit professionnel WTA.

## Biographie
Irina-Camelia Begu est née à Bucarest. Sa mère travaille pour le gouvernement, tandis que son père est électricien. Elle a un frère aîné, prénommé Andrei.
Elle commence le tennis à l'âge de trois ans. Entraînée à ses débuts par sa tante, elle travaille actuellement aux côtés de deux coachs d'un club de Bucarest.
Sa surface préférée est la terre battue.

## Carrière tennistique
En février 2011, Irina-Camelia Begu s'impose au tournoi ITF (100 000 $) de Cali, en Colombie, en battant Laura Pous Tió en deux sets en finale.
La même année, en avril, elle sort des qualifications de l'Open de Marbella sans perdre un set. Dans le tableau final, elle bat successivement Alberta Brianti, Estrella Cabeza Candela et Klára Zakopalová en deux manches. En demi-finale, elle réussit l'exploit de s'imposer en trois sets contre Svetlana Kuznetsova, alors no 14 mondiale et tête de série no 2 du tournoi. Pour sa première finale sur le circuit WTA, elle finit par s'incliner contre Victoria Azarenka, sixième joueuse mondiale (6-3, 6-2).
En juin 2012, lors des huitièmes de finale du tournoi WTA de Bois-le-Duc ('s-Hertogenbosch), Irina-Camelia Begu a vécu ce qui est probablement le pire cauchemar qui puisse arriver au tennis : dans le tie-break du troisième et dernier set de son match contre l'italienne Francesca Schiavone, Irina-Camelia a mené 6-0, puis a perdu les six balles de match consécutives qu'elle s'était offertes, puis deux autres balles de match (sans oublier une précédente à 5 jeux à 3), avant de perdre finalement le tie-break, et donc le match. Elle se rattrape en remportant son premier tournoi sur le circuit professionnel lors du Tashkent Open en septembre 2012.
Elle remporte son troisième titre à Florianópolis en 2016, puis son quatrième titre lors du BRD Bucharest Open de Bucarest en juillet 2017, battant en finale l'Allemande Julia Görges.
Durant l'année 2022, elle atteint les huitièmes de finale du tournoi de Roland-Garros pour la deuxième fois de sa carrière, en battant Jasmine Paolini, Ekaterina Alexandrova et Léolia Jeanjean. Lors de son premier tour, elle envoie involontairement sa raquette sur un enfant, et ne passe pas loin d'une disqualification. Elle écope néanmoins d'une amende de 10 000 dollars pour ce geste.Elle perd son quatrième match contre l'Américaine Jessica Pegula (6-4, 2-6, 3-6).
Au tout début de 2023, elle atteint les demi-finale du tournoi d'Adelaïde 1 en éliminant l'Américaine Shelby Rogers au premier tour, la Lettone Jeļena Ostapenko en deux sets secs (6-3, 6-0) puis la Top 10 Veronika Kudermetova (7-5, 6-4). Elle est éliminée aux portes de la finale par la Bélarusse Aryna Sabalenka (3-6, 2-6).
Début mai, elle parvient pour la troisième fois de sa carrière en quarts de finale à Madrid, la première depuis sept ans en éliminant la Tchèque Karolína Muchová (6-4, 7-5), l'Américaine Shelby Rogers (7-5, 6-2) et la Russe Liudmila Samsonova (6-4, 6-4). Elle s'incline contre la Grecque María Sákkari , numéro neuf mondiale (7-6, 4-6, 2-6).
Elle refait parler d'elle à l'occasion du WTA 250 d'Iasi en juillet 2025 en revenant comme deux ans avant en finale. Elle sort facilement la Japonaise Nao Hibino (6-1, 6-2) puis renverse l'Andorrane Victoria Jiménez Kasintseva (3-6, 6-3, 6-3) avant de connaître son match le plus difficile de la semaine contre la Tchèque Anna Sisková (6-2, 3-6, 7-5), issue des qualifications. Elle écarte dans le dernier carré sa compatriote Jaqueline Cristian (6-4, 6-4) pour disputer sa dixième finale en carrière, égalisant Irina Spîrlea. Elle profite d'un très bon début de match pour s'imposer (6-0, 7-5) contre la Suissesse Jil Teichmann (6-0, 7-5) et remporter son sixième titre en carrière à 34 ans.

## Palmarès

### Titres en simple dames
| No | Date       | Nom et lieu du tournoi            | Catégorie | Dotation  | Surface      | Finaliste             | Score         |          |
| -- | ---------- | --------------------------------- | --------- | --------- | ------------ | --------------------- | ------------- | -------- |
| 1  | 10-09-2012 | Tashkent Open, Tachkent           | Intern'l  | 220 000 $ | Dur (ext.)   | Donna Vekić           | 6-4, 6-4      | Parcours |
| 2  | 21-09-2015 | Korea Open, Séoul                 | Intern'l  | 500 000 $ | Dur (ext.)   | Aliaksandra Sasnovich | 6-3, 6-1      | Parcours |
| 3  | 31-07-2016 | Brasil Tennis Cup, Florianópolis  | Intern'l  | 250 000 $ | Dur (ext.)   | Tímea Babos           | 2-6, 6-4, 6-3 | Parcours |
| 4  | 17-07-2017 | BRD Bucharest Open, Bucarest      | Intern'l  | 250 000 $ | Terre (ext.) | Julia Görges          | 6-3, 7-5      | Parcours |
| 5  | 18-07-2022 | 33rd Palermo Ladies Open, Palerme | WTA 250   | 251 750 $ | Terre (ext.) | Lucia Bronzetti       | 6-2, 6-2      | Parcours |
| 6  | 14-07-2025 | UniCredit Iași Open, Iași         | WTA 250   | 275 094 $ | Terre (ext.) | Jil Teichmann         | 6-0, 7-5      | Parcours |

### Finales en simple dames
| No | Date       | Nom et lieu du tournoi                | Catégorie | Dotation  | Surface      | Vainqueure        | Score         |          |
| -- | ---------- | ------------------------------------- | --------- | --------- | ------------ | ----------------- | ------------- | -------- |
| 1  | 04-04-2011 | Andalucia Tennis Experience, Marbella | Intern'l  | 220 000 $ | Terre (ext.) | Victoria Azarenka | 6-3, 6-2      | Parcours |
| 2  | 04-07-2011 | Poli-Farbe Grand Prix, Budapest       | Intern'l  | 220 000 $ | Terre (ext.) | Roberta Vinci     | 6-4, 1-6, 6-4 | Parcours |
| 3  | 13-10-2014 | Kremlin Cup by Bank of Moscow, Moscou | Premier   | 710 000 $ | Dur (int.)   | A. Pavlyuchenkova | 6-4, 5-7, 6-1 | Parcours |
| 4  | 22-08-2021 | Tennis in the Land, Cleveland         | WTA 250   | 235 238 $ | Dur (ext.)   | Anett Kontaveit   | 7-65, 6-4     | Parcours |

### Titres en double dames
| No | Date       | Nom et lieu du tournoi                       | Catégorie | Dotation  | Surface      | Partenaire        | Finalistes                                | Score              |          |
| -- | ---------- | -------------------------------------------- | --------- | --------- | ------------ | ----------------- | ----------------------------------------- | ------------------ | -------- |
| 1  | 08-01-2012 | Moorilla International Hobart                | Intern'l  | 220 000 $ | Dur (ext.)   | Monica Niculescu  | Chuang Chia-jung Marina Erakovic          | 6-74, 7-64, [10-5] | Parcours |
| 2  | 16-06-2013 | Topshelf Open Bois-le-Duc                    | Intern'l  | 235 000 $ | Gazon (ext.) | Anabel Medina     | Dominika Cibulková Arantxa Parra Santonja | 4-6, 7-63, [11-9]  | Parcours |
| 3  | 17-02-2014 | Rio Open by Claro hdtv Rio de Janeiro        | Intern'l  | 250 000 $ | Terre (ext.) | María Irigoyen    | Johanna Larsson Chanelle Scheepers        | 6-2, 6-0           | Parcours |
| 4  | 15-09-2014 | KIA Korea Open Séoul                         | Intern'l  | 500 000 $ | Dur (ext.)   | Lara Arruabarrena | Mona Barthel Mandy Minella                | 6-3, 6-3           | Parcours |
| 5  | 17-07-2017 | BRD Bucharest Open Bucarest                  | Intern'l  | 250 000 $ | Terre (ext.) | Raluca Olaru      | Elise Mertens Demi Schuurs                | 6-3, 6-3           | Parcours |
| 6  | 09-10-2017 | Tianjin Open Tianjin                         | Intern'l  | 500 000 $ | Dur (ext.)   | Sara Errani       | Dalila Jakupović Nina Stojanović          | 6-4, 6-3           | Parcours |
| 7  | 31-12-2017 | Shenzhen Open Shenzhen                       | Intern'l  | 750 000 $ | Dur (ext.)   | Simona Halep      | Barbora Krejčíková Kateřina Siniaková     | 1-6, 6-1, [10-8]   | Parcours |
| 8  | 16-07-2018 | BRD Bucharest Open Bucarest                  | Intern'l  | 226 750 $ | Terre (ext.) | Andreea Mitu      | Danka Kovinić Maryna Zanevska             | 6-3, 6-4           | Parcours |
| 9  | 28-01-2019 | Toyota Thailand Open presented by E@ Hua Hin | Intern'l  | 226 750 $ | Dur (ext.)   | Monica Niculescu  | Anna Blinkova Wang Yafan                  | 2-6, 6-1, [12-10]  | Parcours |

### Finales en double dames
| No | Date       | Nom et lieu du tournoi                 | Catégorie | Dotation    | Surface      | Vainqueures                          | Partenaire         | Score             |          |
| -- | ---------- | -------------------------------------- | --------- | ----------- | ------------ | ------------------------------------ | ------------------ | ----------------- | -------- |
| 1  | 23-04-2012 | GP Princesse Lalla Meryem Fès          | Intern'l  | 220 000 $   | Terre (ext.) | Petra Cetkovská Alexandra Panova     | Alexandra Cadanțu  | 3-6, 7-65, [11-9] | Parcours |
| 2  | 15-10-2012 | BGL BNP Paribas Open Luxembourg        | Intern'l  | 220 000 $   | Dur (int.)   | Andrea Hlaváčková Lucie Hradecká     | Monica Niculescu   | 6-3, 6-4          | Parcours |
| 3  | 16-02-2015 | Rio Open by Claro Rio de Janeiro       | Intern'l  | 250 000 $   | Terre (ext.) | Ysaline Bonaventure Rebecca Peterson | María Irigoyen     | 3-0, ab.          | Parcours |
| 4  | 27-09-2015 | Dongfeng Motor Wuhan Open Wuhan        | Premier 5 | 2 513 000 $ | Dur (ext.)   | Martina Hingis Sania Mirza           | Monica Niculescu   | 6-2, 6-3          | Parcours |
| 5  | 19-10-2015 | Kremlin Cup by Bank of Moscow Moscou   | Premier   | 768 000 $   | Dur (int.)   | Daria Kasatkina Elena Vesnina        | Monica Niculescu   | 6-3, 6-77, [10-5] | Parcours |
| 6  | 24-06-2018 | Nature Valley International Eastbourne | Premier   | 852 564 $   | Gazon (ext.) | Gabriela Dabrowski Xu Yifan          | Mihaela Buzărnescu | 6-3, 7-5          | Parcours |
| 7  | 24-09-2018 | Tashkent Open Tachkent                 | Intern'l  | 226 750 $   | Dur (ext.)   | Olga Danilović Tamara Zidanšek       | Raluca Olaru       | 7-5, 6-3          | Parcours |

### Titres en simple en WTA 125
| No | Date       | Nom et lieu du tournoi                              | Catégorie | Dotation  | Surface      | Finaliste        | Score         |          |
| -- | ---------- | --------------------------------------------------- | --------- | --------- | ------------ | ---------------- | ------------- | -------- |
| 1  | 02-03-2020 | Oracle Challenger Series Indian Wells, Indian Wells | WTA 125   | 150 000 $ | Dur (ext.)   | Misaki Doi       | 6-3, 6-3      | Parcours |
| 2  | 12-09-2022 | Țiriac Foundation Trophy, Bucarest                  | WTA 125   | 115 000 $ | Terre (ext.) | Réka Luca Jani   | 6-3, 6-3      | Parcours |
| 3  | 02-09-2024 | Montreux Nestlé Open, Montreux                      | WTA 125   | 115 000 $ | Terre (ext.) | Petra Marčinko   | 1-6, 6-3, 6-0 | Parcours |
| 4  | 04-11-2024 | Cali Open, Cali                                     | WTA 125   | 115 000 $ | Terre (ext.) | Veronika Erjavec | 6-3, 6-3      | Parcours |

### Finales en simple en WTA 125
| No | Date       | Nom et lieu du tournoi         | Catégorie | Dotation  | Surface      | Vainqueure             | Score         |          |
| -- | ---------- | ------------------------------ | --------- | --------- | ------------ | ---------------------- | ------------- | -------- |
| 1  | 17-07-2023 | BCR Iași Open, Iași            | WTA 125   | 115 000 $ | Terre (ext.) | Ana Bogdan             | 6-2, 6-3      | Parcours |
| 2  | 25-03-2024 | Megasaray Hotels Open, Antalya | WTA 125   | 115 000 $ | Terre (ext.) | Jéssica Bouzas Maneiro | 6-2, 4-6, 6-2 | Parcours |

## Parcours en Grand Chelem

### En simple dames
| Année | Open d'Australie | Open d'Australie    | Internationaux de France | Internationaux de France | Wimbledon       | Wimbledon        | US Open         | US Open             |
| ----- | ---------------- | ------------------- | ------------------------ | ------------------------ | --------------- | ---------------- | --------------- | ------------------- |
| 2009  | —                | —                   | Q3                       | Vitalia Diatchenko       | Q2              | Julia Schruff    | Q1              | Anastasia Rodionova |
| 2010  | —                | —                   | —                        | —                        | Q1              | Tamira Paszek    | —               | —                   |
| 2011  | Q3               | Anne Keothavong     | 2e tour (1/32)           | Svetlana Kuznetsova      | 1er tour (1/64) | Flavia Pennetta  | 1er tour (1/64) | Roberta Vinci       |
| 2012  | 1er tour (1/64)  | C. Suárez Navarro   | 2e tour (1/32)           | Kaia Kanepi              | 1er tour (1/64) | Romina Oprandi   | 2e tour (1/32)  | S. Soler Espinosa   |
| 2013  | 2e tour (1/32)   | Agnieszka Radwańska | 1er tour (1/64)          | S. Soler Espinosa        | 1er tour (1/64) | M. T. Torró Flor | 1er tour (1/64) | Urszula Radwańska   |
| 2014  | 1er tour (1/64)  | Galina Voskoboeva   | Q3                       | Grace Min                | 2e tour (1/32)  | Andrea Petkovic  | 2e tour (1/32)  | Roberta Vinci       |
| 2015  | 1/8 de finale    | Eugenie Bouchard    | 3e tour (1/16)           | Petra Kvitová            | 3e tour (1/16)  | Maria Sharapova  | 1er tour (1/64) | Olga Govortsova     |
| 2016  | 1er tour (1/64)  | Johanna Larsson     | 1/8 de finale            | Shelby Rogers            | 1er tour (1/64) | Carina Witthöft  | 1er tour (1/64) | Lesia Tsurenko      |
| 2017  | 2e tour (1/32)   | Kristýna Plíšková   | 1er tour (1/64)          | Mariana Duque Mariño     | 2e tour (1/32)  | Ana Konjuh       | 1er tour (1/64) | Kateryna Kozlova    |
| 2018  | 2e tour (1/32)   | Petra Martić        | 3e tour (1/16)           | Caroline Garcia          | 1er tour (1/64) | Katie Swan       | 2e tour (1/32)  | Wang Qiang          |
| 2019  | 2e tour (1/32)   | Petra Kvitová       | 3e tour (1/16)           | Amanda Anisimova         | Q2              | Océane Dodin     | Q2              | Jana Čepelová       |
| 2020  | 1er tour (1/64)  | Kiki Bertens        | 2e tour (1/32)           | Simona Halep             | Annulé          | Annulé           | 1er tour (1/64) | Petra Kvitová       |
| 2021  | 1er tour (1/64)  | Nina Stojanović     | 1er tour (1/64)          | Serena Williams          | 3e tour (1/16)  | Iga Świątek      | 1er tour (1/64) | Andrea Petkovic     |
| 2022  | 2e tour (1/32)   | Elise Mertens       | 1/8 de finale            | Jessica Pegula           | 3e tour (1/16)  | Jeļena Ostapenko | 2e tour (1/32)  | Yuan Yue            |
| 2023  | 2e tour (1/32)   | Laura Siegemund     | 3e tour (1/16)           | Karolína Muchová         | 2e tour (1/32)  | Anna Blinkova    | 1er tour (1/64) | Tamara Korpatsch    |
| 2024  | —                | —                   | 3e tour (1/16)           | Varvara Gracheva         | 1er tour (1/64) | Zhu Lin          | —               | —                   |
| 2025  | 1er tour (1/64)  | E-G. Ruse           | 1er tour (1/64)          | Léolia Jeanjean          | 2e tour (1/32)  | Daria Kasatkina  |                 |                     |

N.B. : à droite du résultat se trouve le nom de l'ultime adversaire.

### En double dames
| 2011 | —                                                                                         | —                                                                                              | —                                                                                           | —                                                                                        | 1er tour (1/32) M. Czink \|\| style="text-align:left;" \| N. Petrova An. Rodionova  | 2e tour (1/16) S. Halep \|\| style="text-align:left;" \| I. Benešová B. Strýcová |
| 2012 | 1/4 de finale M. Niculescu \|\| style="text-align:left;" \| S. Kuznetsova V. Zvonareva    | 1er tour (1/32) S. Peer \|\| style="text-align:left;" \| J. Gajdošová An. Rodionova            | 2e tour (1/16) M. Niculescu \|\| style="text-align:left;" \| Hsieh S.-w. S. Lisicki         | 1er tour (1/32) A. Cornet \|\| style="text-align:left;" \| A. Kerber T. Paszek           |                                                                                     |                                                                                  |
| 2013 | 3e tour (1/8) M. Niculescu \|\| style="text-align:left;" \| E. Makarova E. Vesnina        | 2e tour (1/16) M. Rybáriková \|\| style="text-align:left;" \| V. Lepchenko Zheng S.            | 1er tour (1/32) J. Husárová \|\| style="text-align:left;" \| J. Görges B. Strýcová          | 1er tour (1/32) K. Zakopalová \|\| style="text-align:left;" \| K. Marosi M. Moulton-Levy |                                                                                     |                                                                                  |
| 2014 | 1er tour (1/32) S. Cîrstea \|\| style="text-align:left;" \| M. Niculescu K. Zakopalová    | 3e tour (1/8) K. Knapp \|\| style="text-align:left;" \| G. Muguruza C. Suárez                  | 1er tour (1/32) K. Knapp \|\| style="text-align:left;" \| E. Makarova E. Vesnina            | 1er tour (1/32) K. Knapp \|\| style="text-align:left;" \| Hsieh S.-w. Peng S.            |                                                                                     |                                                                                  |
| 2015 | 2e tour (1/16) L. Arruabarrena \|\| style="text-align:left;" \| Chan Y.-j. Zheng J.       | 2e tour (1/16) L. Arruabarrena \|\| style="text-align:left;" \| C. Garcia K. Srebotnik         | 2e tour (1/16) L. Arruabarrena \|\| style="text-align:left;" \| J. Gajdošová A. Tomljanović | 3e tour (1/8) R. Olaru \|\| style="text-align:left;" \| Chan H.-c. Chan Y.-j.            |                                                                                     |                                                                                  |
| 2016 | 1er tour (1/32) M. Niculescu \|\| style="text-align:left;" \| D. Cibulková K. Flipkens    | —                                                                                              | —                                                                                           | 1er tour (1/32) R. Olaru \|\| style="text-align:left;" \| K. Bertens J. Larsson          | 1er tour (1/32) R. Olaru \|\| style="text-align:left;" \| J. Ostapenko A. Petkovic  |                                                                                  |
| 2017 | 1er tour (1/32) L. Arruabarrena \|\| style="text-align:left;" \| L. Chirico E. Mertens    | 1/4 de finale Zheng S. \|\| style="text-align:left;" \| A. Barty C. Dellacqua                  | —                                                                                           | —                                                                                        | 1er tour (1/32) R. Olaru \|\| style="text-align:left;" \| D. Gavrilova D. Kasatkina |                                                                                  |
| 2018 | 1/2 finale M. Niculescu \|\| style="text-align:left;" \| E. Makarova E. Vesnina           | 2e tour (1/16) Wang Q. \|\| style="text-align:left;" \| A. Klepač M.J. Martínez                | 1/4 de finale M. Buzărnescu \|\| style="text-align:left;" \| N. Melichar K. Peschke         | 2e tour (1/16) M. Niculescu \|\| style="text-align:left;" \| L. Kichenok L. Siegemund    |                                                                                     |                                                                                  |
| 2019 | 2e tour (1/16) M. Buzărnescu \|\| style="text-align:left;" \| A. Cornet P. Martić         | 1er tour (1/32) M. Buzărnescu \|\| style="text-align:left;" \| L. Kichenok J. Ostapenko        | 3e tour (1/8) M. Niculescu \|\| style="text-align:left;" \| Hsieh S.-w. B. Strýcová         | —                                                                                        | —                                                                                   |                                                                                  |
| 2020 | 1er tour (1/32) Kr. Plíšková \|\| style="text-align:left;" \| D. Krawczyk J. Pegula       | 1er tour (1/32) R. Olaru \|\| style="text-align:left;" \| E. Mertens A. Sabalenka              | Annulé                                                                                      | Annulé                                                                                   | —                                                                                   | —                                                                                |
| 2021 | 1er tour (1/32) N. Podoroska \|\| style="text-align:left;" \| D. Jurak N. Stojanović      | 1/2 finale N. Podoroska \|\| style="text-align:left;" \| B. Mattek-Sands I. Świątek            | —                                                                                           | —                                                                                        | 2e tour (1/16) A. Mitu \|\| style="text-align:left;" \| C. Dolehide S. Sanders      |                                                                                  |
| 2022 | 1er tour (1/32) N. Stojanović \|\| style="text-align:left;" \| R. Peterson A. Potapova    | 2e tour (1/16) C. Osorio \|\| style="text-align:left;" \| C. Garcia K. Mladenovic              | 1er tour (1/32) A. Kalinina \|\| style="text-align:left;" \| A. Rosolska E. Routliffe       | 1er tour (1/32) R. Olaru \|\| style="text-align:left;" \| A. Bolsova U. Eikeri           |                                                                                     |                                                                                  |
| 2023 | 1er tour (1/32) S. Rogers \|\| style="text-align:left;" \| G. Dabrowski G. Olmos          | 1er tour (1/32) A. Kalinina \|\| style="text-align:left;" \| I. Gamarra Martins I. Shymanovich | 2e tour (1/16) A. Kalinina \|\| style="text-align:left;" \| S. Hunter E. Mertens            | 1er tour (1/32) A. Kalinina \|\| style="text-align:left;" \| M. Kostyuk E.G. Ruse        |                                                                                     |                                                                                  |
| 2024 | —                                                                                         | —                                                                                              | 1er tour (1/32) N. Podoroska \|\| style="text-align:left;" \| N. Hibino K. Kawa             | 1er tour (1/32) M. Trevisan \|\| style="text-align:left;" \| A. Muhammad A. Sutjiadi     | —                                                                                   | —                                                                                |
| 2025 | 1er tour (1/32) I. Gamarra Martins \|\| style="text-align:left;" \| P. Stearns L. Stefani | 1/4 de finale Y. Wickmayer \|\| style="text-align:left;" \| U. Eikeri E. Hozumi                |                                                                                             |                                                                                          |                                                                                     |                                                                                  |

N.B. : le nom de la partenaire se trouve sous le résultat ; les noms des ultimes adversaires se trouvent à droite.

### En double mixte
| Année | Open d'Australie                                                                | Open d'Australie | Internationaux de France | Internationaux de France | Wimbledon | Wimbledon | US Open | US Open |
| ----- | ------------------------------------------------------------------------------- | ---------------- | ------------------------ | ------------------------ | --------- | --------- | ------- | ------- |
| 2017  | 2e tour (1/8) H. Tecău \|\| style="text-align:left;" \| A. Spears J.S. Cabal    | —                | —                        | —                        | —         | —         | —       |         |
| 2019  | 1er tour (1/16) H. Tecău \|\| style="text-align:left;" \| N. Melichar B. Soares | —                | —                        | —                        | —         | —         | —       |         |

N.B. : le nom du partenaire se trouve sous le résultat ; les noms des ultimes adversaires se trouvent à droite.

## Parcours en «Premier» et WTA 1000
Les tournois WTA « Premier Mandatory » et « Premier 5 » (entre 2009 et 2020) et WTA 1000 (à partir de 2021) constituent les catégories d'épreuves les plus prestigieuses, après les quatre levées du Grand Chelem. 

De 2009 à 2023, les tournois Premier Mandatory (dits tournois WTA 1000 obligatoires entre 2021 et 2023) regroupent Indian Wells, Miami, Madrid et Pékin, les autres constituant les tournois Premier 5 (tournois WTA 1000 non-obligatoires). À partir de 2024, le nombre de tournois WTA 1000 passe à 10 par saison (fin de l’alternance Doha / Dubaï), ces derniers devenant tous obligatoires et offrant tous 1000 points à la vainqueure (contre 900 points précédemment pour les tournois Premier 5).

### En simple dames
| Année |       |                            |                               |                              |                                |                               |                              |                               |                                 |                             |  |                            |
| Doha  | Dubaï | Indian Wells               | Miami                         | Madrid                       | Rome                           | Canada                        | Cincinnati                   | Pékin                         |                                 | Tokyo                       |  |                            |
| Doha  | Dubaï | Indian Wells               | Miami                         | Madrid                       | Rome                           | Canada                        | Cincinnati                   | Pékin                         | Wuhan                           |                             |  |                            |
| Doha  | Dubaï | Indian Wells               | Miami                         | Madrid                       | Rome                           | Canada                        | Cincinnati                   | Pékin                         | Guadalajara                     |                             |  |                            |
| 2011  |       | Hors catégorie             |                               |                              |                                |                               |                              |                               |                                 | 1er tour (1/32) S. Lisicki  |  | 2e tour (1/16) V. Azarenka |
| 2012  |       |                            | Hors catégorie                | 2e tour (1/32) M. Kirilenko  | 1er tour (1/64) C. Scheepers   | 1er tour (1/32) M. Sharapova  |                              |                               |                                 |                             |  |                            |
| 2013  |       |                            | Hors catégorie                | 2e tour (1/32) A. Kerber     | 2e tour (1/32) V. Lepchenko    |                               |                              |                               |                                 |                             |  |                            |
| 2014  |       |                            | Hors catégorie                |                              |                                | 2e tour (1/16) S. Lisicki     |                              |                               | 1er tour (1/32) Z. Diyas        |                             |  |                            |
| 2015  |       | Hors catégorie             |                               |                              | 3e tour (1/16) A. Radwańska    | 1/4 de finale P. Kvitová      | 3e tour (1/8) V. Azarenka    | 1er tour (1/32) O. Govortsova | 2e tour (1/16) A.K. Schmiedlová | 1er tour (1/32) M. Lučić    |  | 2e tour (1/16) R. Vinci    |
| 2016  |       |                            | Hors catégorie                | 1er tour (1/64) L. Siegemund | 4e tour (1/8) M. Keys          | 1/4 de finale S. Halep        | 1/2 finale S. Williams       |                               | 1er tour (1/32) J. Larsson      | 1er tour (1/32) G. Muguruza |  | 2e tour (1/16) S. Halep    |
| 2017  |       | Hors catégorie             | 1er tour (1/32) A. Sevastova  | 3e tour (1/16) Ka. Plíšková  | 2e tour (1/32) L. Arruabarrena | 3e tour (1/8) K. Bertens      | 1er tour (1/32) A. Sevastova | 1er tour (1/32) V. Williams   |                                 |                             |  |                            |
| 2018  |       | 1er tour (1/32) S. Stosur  | Hors catégorie                | 2e tour (1/32) Ka. Plíšková  | 1er tour (1/64) D. Collins     | 2e tour (1/16) M. Sharapova   | 2e tour (1/16) A. Kerber     | 1er tour (1/32) A. Barty      | 1er tour (1/32) A. Tomljanović  |                             |  |                            |
| 2019  |       | Hors catégorie             |                               | 1er tour (1/64) B. Andreescu | 1er tour (1/64) B. Andreescu   | 1er tour (1/32) Y. Putintseva | 1er tour (1/32) D. Kasatkina |                               |                                 |                             |  |                            |
| 2020  |       |                            | Hors catégorie                | Annulé                       | Annulé                         | Annulé                        | 2e tour (1/16) J. Konta      | Annulé                        |                                 | Annulé                      |  | Annulé                     |
| 2021  |       | Hors catégorie             | 1er tour (1/32) G. Muguruza   | 3e tour (1/16) S. Rogers     | 1er tour (1/64) A. Kalinskaya  | 1er tour (1/32) D. Kasatkina  |                              |                               |                                 | Annulé                      |  | Annulé                     |
| 2022  |       | 1er tour (1/32) P. Kvitová | Hors catégorie                | 1er tour (1/64) K. Siniaková | 3e tour (1/16) A. Sasnovich    | 1er tour (1/32) B. Bencic     |                              |                               |                                 | Hors calendrier             |  |                            |
| 2023  |       | Hors catégorie             | 1er tour (1/32) B. Krejčíková | 1er tour (1/64) L. Nosková   | 2e tour (1/32) Zheng Q.        | 1/4 de finale M. Sákkari      | 2e tour (1/32) Wang X.       |                               | 1er tour (1/32) M. Bouzková     |                             |  |                            |
| 2024  |       |                            |                               |                              |                                | 2e tour (1/32) M. Keys        | 4e tour (1/8) D. Collins     |                               |                                 | 2e tour (1/32) M. Andreeva  |  | 1er tour (1/32) B. Pera    |
| 2025  |       |                            | 1er tour (1/32) E. Lys        | 2e tour (1/32) K. Boulter    |                                | 1er tour (1/64) D. Parry      | 1er tour (1/64) P. Kvitová   |                               |                                 |                             |  |                            |

Sous le résultat, l’ultime adversaire.
1. 1 2   Les tournois de Doha et Dubaï alternent le statut de tournoi WTA 1000 (ex Premier 5) entre 2009 et 2023 : les trois premières éditions ont lieu à Dubaï, les trois suivantes à Doha, puis Dubaï accueille le tournoi de cette catégorie les années impaires et Dubaï les années paires. De 2011 à 2023, la ville qui n’accueille pas de WTA 1000 organise à la place un tournoi WTA 500 (ex Premier).
2. 1 2 3 4 5 6 7 8   L’ordre de déroulement des tournois a évolué depuis 2009 : Rome se dispute avant Madrid et Cincinnati avant Montréal/Toronto jusqu’en 2010, tandis que Tokyo/Wuhan/Guadalajara ont lieu avant Pékin jusqu’en 2023.
3. 1 2 3 4 5 6 7 8  Du fait de la pandémie de Covid-19, les tournois d’Indian Wells, de Miami, de Madrid, du Canada, de Wuhan et de Pékin sont annulés en 2020. Ces deux derniers le sont également en 2021. Pour des raisons d’organisation, le tournoi de Cincinnati 2020 a exceptionnellement lieu à Flushing Meadows à New York.
4. ↑  Le 1er décembre 2021, le président de la WTA, Steve Simon, annonce que tous les tournois prévus en Chine et à Hong Kong sont suspendus à partir de 2022, en raison de préoccupations concernant la sécurité et le bien-être de la joueuse de tennis chinoise Peng Shuai après ses allégations de relations sexuelles non-consenties avec Zhang Gaoli, membre de haut rang du Parti communiste chinois. Le tournoi de Pékin revient en 2023. Le tournoi de Guadalajara remplace celui de Wuhan pendant deux ans, ce dernier réapparaissant en 2024.

## Parcours aux Jeux olympiques

### En simple dames
| # | Date       | Nom de l'olympiade                  | Surface             | Résultat        | Ultime adversaire | Score         |          |
| - | ---------- | ----------------------------------- | ------------------- | --------------- | ----------------- | ------------- | -------- |
| 1 | 28/07/2012 | Olympic Tennis Event Wimbledon      | Gazon (ext.)        | 1er tour (1/32) | Victoria Azarenka | 6-1, 3-6, 6-1 | Parcours |
| 2 | 06/08/2016 | Olympic Tennis Event Rio de Janeiro | Dur (ext.)          | 1er tour (1/32) | Nao Hibino        | 6-4, 3-6, 6-3 | Parcours |
| 3 | 27/07/2024 | Olympic Tennis Event Paris          | Terre battue (ext.) | 1er tour (1/32) | Iga Świątek       | 6-2, 7-5      | Parcours |

### En double dames
| # | Date       | Nom de l'olympiade                  | Surface             | Résultat        | Partenaire       | Ultimes adversaires          | Score         |          |
| - | ---------- | ----------------------------------- | ------------------- | --------------- | ---------------- | ---------------------------- | ------------- | -------- |
| 1 | 06/08/2016 | Olympic Tennis Event Rio de Janeiro | Dur (ext.)          | 1er tour (1/16) | Monica Niculescu | Chan Hao-ching Chan Yung-jan | 5-7, 6-4, 6-3 | Parcours |
| 2 | 27/07/2024 | Olympic Tennis Event Paris          | Terre battue (ext.) | 1er tour (1/16) | Monica Niculescu | Hsieh Su-wei Tsao Chia-yi    | 7-62, 7-5     | Parcours |

### En double mixte
| # | Date       | Nom de l'olympiade                  | Surface    | Résultat      | Partenaire  | Ultimes adversaires           | Score    |          |
| - | ---------- | ----------------------------------- | ---------- | ------------- | ----------- | ----------------------------- | -------- | -------- |
| 1 | 14/08/2016 | Olympic Tennis Event Rio de Janeiro | Dur (ext.) | 1/4 de finale | Horia Tecău | Lucie Hradecká Radek Štěpánek | 6-4, 7-5 | Parcours |

## Parcours en Fed Cup
| #                                                                       | Date       | Lieu        | Surface      | Gagnante(s)                         | Perdante(s)                           | Score              |          |
| ----------------------------------------------------------------------- | ---------- | ----------- | ------------ | ----------------------------------- | ------------------------------------- | ------------------ | -------- |
|                                                                         |            |             |              |                                     |                                       |                    |          |
| 2014 - Barrage (groupe mondial II) - Roumanie - Serbie - 4 : 1          |            |             |              |                                     |                                       |                    |          |
| 1                                                                       | 19/04/2014 | Bucarest    | Terre (ext.) | Irina-Camelia Begu Monica Niculescu | Jovana Jakšić Nina Stojanović         | 1-0, ab.           | Parcours |
|                                                                         |            |             |              |                                     |                                       |                    |          |
| 2015 - 1er tour (groupe mondial II) - Roumanie - Espagne - 3 : 2        |            |             |              |                                     |                                       |                    |          |
| 2                                                                       | 07/02/2015 | Galați      | Dur (int.)   | Garbiñe Muguruza                    | Irina-Camelia Begu                    | 6-3, 6-2           | Parcours |
| 2                                                                       | 07/02/2015 | Galați      | Dur (int.)   | Irina-Camelia Begu                  | Silvia Soler                          | 6-2, 6-4           | Parcours |
| 2                                                                       | 07/02/2015 | Galați      | Dur (int.)   | Irina-Camelia Begu Monica Niculescu | Anabel Medina Garbiñe Muguruza        | 5-7, 6-3, 6-2      | Parcours |
|                                                                         |            |             |              |                                     |                                       |                    |          |
| 2015 - Barrage (groupe mondial I) - Canada - Roumanie - 2 : 3           |            |             |              |                                     |                                       |                    |          |
| 3                                                                       | 18/04/2015 | Montréal    | Dur (int.)   | Françoise Abanda                    | Irina-Camelia Begu                    | 4-6, 7-5, 6-4      | Parcours |
|                                                                         |            |             |              |                                     |                                       |                    |          |
| 2016 - Barrage (groupe mondial I) - Roumanie - Allemagne - 1 : 4        |            |             |              |                                     |                                       |                    |          |
| 4                                                                       | 16/04/2016 | Cluj-Napoca | Terre (int.) | Angelique Kerber                    | Irina-Camelia Begu                    | 6-2, 6-3           | Parcours |
| 4                                                                       | 16/04/2016 | Cluj-Napoca | Terre (int.) | Annika Beck Julia Görges            | Irina-Camelia Begu Alexandra Dulgheru | 6-75, 7-64, [10-7] | Parcours |
|                                                                         |            |             |              |                                     |                                       |                    |          |
| 2017 - 1er tour (groupe mondial II) - Roumanie - Belgique : 1 - 3       |            |             |              |                                     |                                       |                    |          |
| 5                                                                       | 11/02/2017 | Bucarest    | Dur (int.)   | Elise Mertens                       | Irina-Camelia Begu                    | 3-6, 7-5, 7-5      | Parcours |
|                                                                         |            |             |              |                                     |                                       |                    |          |
| 2017 - Barrage (groupe mondial II) - Roumanie - Grande-Bretagne - 3 : 2 |            |             |              |                                     |                                       |                    |          |
| 6                                                                       | 22/04/2017 | Constanța   | Terre (ext.) | Irina-Camelia Begu                  | Heather Watson                        | 6-4, 7-5           | Parcours |
|                                                                         |            |             |              |                                     |                                       |                    |          |
| 2018 - 1er tour (groupe mondial II) - Roumanie - Canada : 3 : 1         |            |             |              |                                     |                                       |                    |          |
| 7                                                                       | 10/02/2018 | Cluj-Napoca | Dur (int.)   | Irina-Camelia Begu                  | Bianca Andreescu                      | 6-3, 64-7, 6-2     | Parcours |
| 7                                                                       | 10/02/2018 | Cluj-Napoca | Dur (int.)   | Irina-Camelia Begu                  | Katherine Sebov                       | 6-2, 6-4           | Parcours |

## Classements WTA en fin de saison
| Année          | 2006 | 2007 | 2008 | 2009 | 2010 | 2011 | 2012 | 2013 | 2014 | 2015 | 2016 | 2017 | 2018 | 2019 | 2020 | 2021 | 2022 | 2023 | 2024 |
| Rang en simple | 974  | 710  | 231  | 230  | 214  | 40   | 52   | 124  | 42   | 31   | 29   | 43   | 66   | 99   | 76   | 60   | 34   | 76   | 83   |
| Rang en double | 821  | 601  | 406  | 188  | 157  | 62   | 37   | 69   | 56   | 30   | 168  | 38   | 23   | 73   | 123  | 63   | 134  | 184  | 1205 |

Source : (en) Classements de Irina-Camelia Begu sur le site officiel de la Fédération internationale de tennis

## Records et statistiques

### Confrontations avec ses principales adversaires
Confrontations lors des différents tournois WTA avec ses principales adversaires (5 confrontations minimum et avoir été membre du top 10). Classement par pourcentage de victoires. Situation au 2 juin 2018 (Roland-Garros 2018) :
| Joueuse          | Meilleur classement | Confrontations | Victoires | Défaites | Pourcentage de victoires | Dernière confrontation                  |
| ---------------- | ------------------- | -------------- | --------- | -------- | ------------------------ | --------------------------------------- |
| Simona Halep     | 1                   | 6              | 0         | 6        | 0                        | défaite (1-6, 4-6) à Shenzen 2018       |
| Caroline Garcia  | 5                   | 5              | 1         | 4        | 20                       | défaite (1-6, 3-6) à Roland-Garros 2018 |
| Angelique Kerber | 1                   | 7              | 2         | 5        | 29                       | défaite (6-3, 5-7, 5-7) à Rome 2018     |
| Timea Bacsinszky | 9                   | 5              | 3         | 2        | 60                       | victoire (6-4, 6-1) à la Fed Cup 2018   |

### Victoires sur le top 10
Toutes ses victoires sur des joueuses classées dans le top 10 de la WTA lors de la rencontre.
| Légende              |
| Grand Chelem         |
| Premier 5 / WTA 1000 |
| Premier / WTA 500    |
| WTA 250              |
| Fed Cup              |

| # | Rang  |  | Tournoi          | Année | Surface      |  | Adversaire         | Rang | Tour | Score          | Tableau |
| - | ----- |  | ---------------- | ----- | ------------ |  | ------------------ | ---- | ---- | -------------- | ------- |
| 1 | no 96 |  | US Open          | 2012  | Dur          |  | Caroline Wozniacki | no 9 | 1/64 | 6-2, 6-2       | Tableau |
| 2 | no 42 |  | Open d'Australie | 2015  | Dur          |  | Angelique Kerber   | no 9 | 1/64 | 6-4, 0-6, 6-1  | Tableau |
| 3 | no 34 |  | Madrid           | 2016  | Terre battue |  | Garbiñe Muguruza   | no 4 | 1/16 | 5-7, 7-64, 6-3 | Tableau |
| 4 | no 35 |  | Rome             | 2016  | Terre battue |  | Victoria Azarenka  | no 6 | 1/16 | 6-3, 6-2       | Tableau |
| 5 | no 26 |  | Birmingham       | 2016  | Gazon        |  | Belinda Bencic     | no 8 | 1/16 | 6-4, 4-3 ab.   | Tableau |
| 6 | no 38 |  | Madrid           | 2018  | Terre battue |  | Jeļena Ostapenko   | no 5 | 1/32 | 6-3, 6-3       | Tableau |
| 7 | no 70 |  | Miami            | 2022  | Dur          |  | Aryna Sabalenka    | no 5 | 1/32 | 6-4, 6-4       | Tableau |